# Wold Newton (Lincolnshire)
Wold Newton – wieś w Anglii, w hrabstwie ceremonialnym Lincolnshire, w dystrykcie (unitary authority) North East Lincolnshire. Leży 37 km na północny wschód od Lincoln i 217 km na północ od Londynu.